# Corvus caurinus
Corvus caurinus là một loài chim trong họ Corvidae.

## Hình ảnh

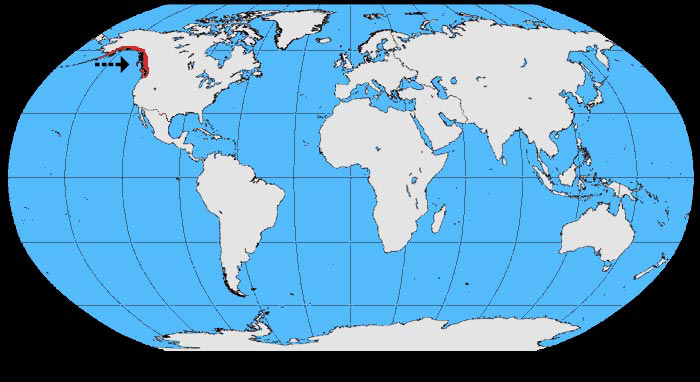
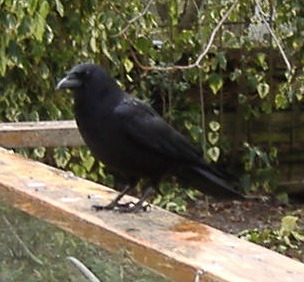
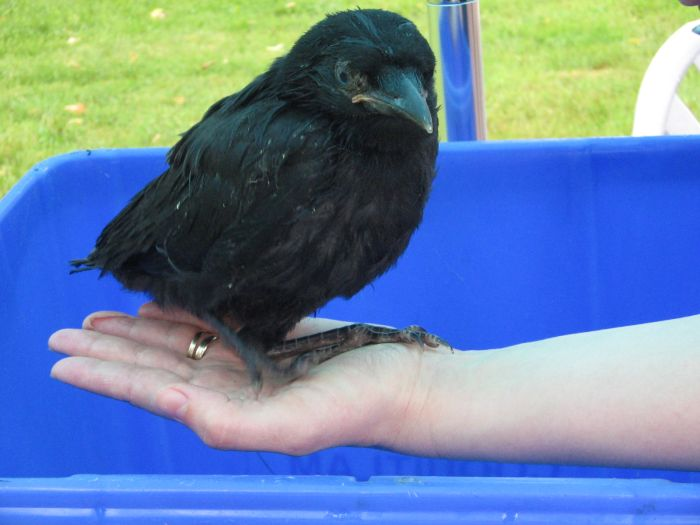